# Ghislain Cloquet
Ghislain Cloquet (ur. 18 kwietnia 1924 w Antwerpii, zm. 2 listopada 1981 w Montainville) – francuski operator filmowy.

## Życiorys
Urodził się w Antwerpii i był z pochodzenia Belgiem. Jako nastolatek wyjechał do Paryża i w 1940 uzyskał francuskie obywatelstwo.
Najbardziej znany jako operator filmów Roberta Bressona (Na los szczęścia, Baltazarze!, 1966; Mouchette, 1967; Łagodna, 1969). Współpracował także z takimi reżyserami, jak m.in. Claude Sautet (Kategoria: duże ryzyko, 1960), Louis Malle (Błędny ognik, 1963), Jacques Demy (Panienki z Rochefort, 1967), Woody Allen (Miłość i śmierć, 1975) czy Arthur Penn (Czworo przyjaciół, 1981).
Laureat Cezara, Nagrody BAFTA i Oscara za najlepsze zdjęcia do filmu Tess (1979) Romana Polańskiego. Pracę przy filmie otrzymał po śmierci jego pierwotnego operatora, Geoffreya Unswortha, z którym pośmiertnie dzielił wszystkie wspomniane wyróżnienia.
Prywatnie był mężem Sophie Becker, córki znanego reżysera Jacques'a Beckera, przy którego ostatnim filmie Dziura (1960) był operatorem. Cloquet później pracował kilkukrotnie również ze swoim szwagrem, reżyserem Jeanem Beckerem.